# Championnats du monde de marathon (canoë-kayak) 2014
Navigation
Édition précédente Édition suivante
Les championnats du monde de marathon en canoë-kayak 2014, vingt-deuxième édition des championnats du monde de marathon en canoë-kayak, ont lieu du 26 au 28 septembre 2014 à Oklahoma City, aux États-Unis.

## Podiums

### Sénior

#### K1
| Rang               | Athlète       | Pays           | Temps           |
| ------------------ | ------------- | -------------- | --------------- |
| Médaille d'or      | Hank Mcgregor | Afrique du Sud | 2 h 12 min 07 s |
| Médaille d'argent  | Iván Alonso   | Espagne        | 2 h 12 min 12 s |
| Médaille de bronze | José Ramalho  | Portugal       | 2 h 12 min 15 s |

| Rang               | Athlète          | Pays        | Temps           |
| ------------------ | ---------------- | ----------- | --------------- |
| Médaille d'or      | Renáta Csay      | Hongrie     | 2 h 05 min 25 s |
| Médaille d'argent  | Lizzie Broughton | Royaume-Uni | 2 h 05 min 27 s |
| Médaille de bronze | Anna Koziskova   | Tchéquie    | 2 h 06 min 14 s |

#### K2
| Rang               | Athlète                        | Pays           | Temps              |
| ------------------ | ------------------------------ | -------------- | ------------------ |
| Médaille d'or      | Hank Mcgregor Jasper Mocke     | Afrique du Sud | 2 h 03 min 24 s 54 |
| Médaille d'argent  | Walter Bouzan Alvaro Fernandez | Espagne        | 2 h 03 min 25 s 22 |
| Médaille de bronze | Iván Alonso Emilio Merchán     | Espagne        | 2 h 03 min 25 s 53 |

| Rang               | Athlète                       | Pays               | Temps           |
| ------------------ | ----------------------------- | ------------------ | --------------- |
| Médaille d'or      | Renáta Csay Alexandra Bara    | Hongrie            | 1 h 57 min 39 s |
| Médaille d'argent  | Anna Koziskova Lenka Hrochova | République tchèque | 1 h 57 min 43 s |
| Médaille de bronze | Samantha Rees-Clark Amy Ward  | Royaume-Uni        | 1 h 58 min 13 s |

#### C1
| Rang               | Athlète               | Pays     | Temps           |
| ------------------ | --------------------- | -------- | --------------- |
| Médaille d'or      | Manuel Antonio Campos | Espagne  | 2 h 08 min 19 s |
| Médaille d'argent  | Marton Köver          | Hongrie  | 2 h 08 min 38 s |
| Médaille de bronze | Nuno Barros           | Portugal | 2 h 09 min 52 s |

#### C2
| Rang               | Athlète                                   | Pays    | Temps           |
| ------------------ | ----------------------------------------- | ------- | --------------- |
| Médaille d'or      | Marton Köver Adam Docze                   | Hongrie | 1 h 57 min 53 s |
| Médaille d'argent  | Manuel Antonio Campos José Manuel Sanchez | Espagne | 1 h 59 min 31 s |
| Médaille de bronze | Oscar Grana Ramón Ferro                   | Espagne | 2 h 00 min 38 s |

### Moins de 23 ans

#### K1
| Rang               | Athlète          | Pays     | Temps               |
| ------------------ | ---------------- | -------- | ------------------- |
| Médaille d'or      | Balazs Havas     | Hongrie  | 1 h 55 min 30 s 131 |
| Médaille d'argent  | Casper Pretzmann | Danemark | 1 h 56 min 33 s 813 |
| Médaille de bronze | László Solti     | Hongrie  | 1 h 56 min 34 s 445 |

| Rang               | Athlète             | Pays           | Temps               |
| ------------------ | ------------------- | -------------- | ------------------- |
| Médaille d'or      | Vanda Kiszli        | Hongrie        | 1 h 49 min 11 s 790 |
| Médaille d'argent  | Samantha Rees-Clark | Royaume-Uni    | 1 h 49 min 12 s 918 |
| Médaille de bronze | Jenna Ward          | Afrique du Sud | 1 h 49 min 13 s 894 |

#### C1
| Rang               | Athlète       | Pays     | Temps               |
| ------------------ | ------------- | -------- | ------------------- |
| Médaille d'or      | Kristóf Szabó | Hongrie  | 1 h 50 min 20 s 369 |
| Médaille d'argent  | Adam Docze    | Hongrie  | 1 h 50 min 40 s 221 |
| Médaille de bronze | Rui Lacerda   | Portugal | 1 h 50 min 54 s 493 |

### Junior

#### K1
| Rang               | Athlète              | Pays           | Temps               |
| ------------------ | -------------------- | -------------- | ------------------- |
| Médaille d'or      | Mads Brandt Petersen | Danemark       | 1 h 36 min 57 s 876 |
| Médaille d'argent  | Antal Vidákovich     | Hongrie        | 1 h 37 min 23 s 632 |
| Médaille de bronze | Louis Hattingh       | Afrique du Sud | 1 h 38 min 02 s 014 |

| Rang               | Athlète             | Pays    | Temps               |
| ------------------ | ------------------- | ------- | ------------------- |
| Médaille d'or      | Tamara Takacs       | Hongrie | 1 h 32 min 19 s 569 |
| Médaille d'argent  | Elisabetta Maffioli | Italie  | 1 h 32 min 34 s 471 |
| Médaille de bronze | Lili Katona         | Hongrie | 1 h 33 min 12 s 727 |

#### K2
| Rang               | Athlète                                | Pays           | Temps               |
| ------------------ | -------------------------------------- | -------------- | ------------------- |
| Médaille d'or      | Louis Hattingh Jean Van Der Westhuizen | Afrique du Sud | 1 h 32 min 55 s 103 |
| Médaille d'argent  | Oliver Gergely Mátyás Koleszár         | Hongrie        | 1 h 32 min 59 s 839 |
| Médaille de bronze | Antal Vidákovich Péter Freisták        | Hongrie        | 1 h 33 min 38 s 715 |

| Rang               | Athlète                                    | Pays     | Temps               |
| ------------------ | ------------------------------------------ | -------- | ------------------- |
| Médaille d'or      | Noemi Lucz Dara Solyom                     | Hongrie  | 1 h 26 min 26 s 376 |
| Médaille d'argent  | Tamara Takãcs Noémi Pupp                   | Hongrie  | 1 h 26 min 29 s 864 |
| Médaille de bronze | Katrine Græsbøll Christensen Cathrine Rask | Danemark | 1 h 26 min 35 s 752 |

#### C1
| Rang               | Athlète              | Pays    | Temps               |
| ------------------ | -------------------- | ------- | ------------------- |
| Médaille d'or      | Levente Balla        | Hongrie | 1 h 35 min 51 s 388 |
| Médaille d'argent  | Bence Balazs Dori    | Hongrie | 1 h 36 min 03 s 172 |
| Médaille de bronze | Angel Esteban Ortega | Espagne | 1 h 37 min 29 s 218 |

#### C2
| Rang               | Athlète                                   | Pays    | Temps               |
| ------------------ | ----------------------------------------- | ------- | ------------------- |
| Médaille d'or      | Daniel Laczo Bence Balazs Dori            | Hongrie | 1 h 28 min 07 s 669 |
| Médaille d'argent  | Norbert Paufler Akos Horvath              | Hongrie | 1 h 30 min 53 s 651 |
| Médaille de bronze | Álvaro Garrido Velasco Ignacio Calvo Moya | Espagne | 1 h 32 min 14 s 729 |

## Tableau des médailles
| Rang  | Nation             | Or | Argent | Bronze | Total |
| ----- | ------------------ | -- | ------ | ------ | ----- |
| 1     | Hongrie            | 3  | 1      | 0      | 4     |
| 2     | Afrique du Sud     | 2  | 0      | 0      | 2     |
| 3     | Espagne            | 1  | 3      | 2      | 6     |
| 4     | Royaume-Uni        | 0  | 1      | 1      | 2     |
| -     | République tchèque | 0  | 1      | 1      | 2     |
| 6     | Portugal           | 0  | 0      | 2      | 2     |
| Total | Total              | 6  | 6      | 6      | 18    |